# Skrållan, Ruskprick och Knorrhane
Pour plus de détails, voir Fiche technique et Distribution.
Skrållan, Ruskprick och Knorrhane  est un film suédois réalisé par Olle Hellbom, sorti au cinéma en Suède en 1967. 
C'est un long-métrage en prises de vues réelles pour la jeunesse, adapté des fictions radiophoniques et des livres de l'auteur suédois Astrid Lindgren.

## Fiche technique
- Titre original : Skrållan, Ruskprick och Knorrhane
- Réalisation : Olle Hellbom
- Scénario :
- Photographie :
- Montage :
- Musique :
- Pays d'origine :  Suède
- Langue : Suédois
- Format : couleur
- Son : Dolby
- Genre : Film d'aventure
- Durée : 98 minutes
- Date de sortie : Suède : 2 décembre 1967

## Distribution
- Louise Edlind : Malin Malm
- Stephen Lindholm : Pelle Melkersson
- Kajsa Dandenell : Skrållan Malm
- Bengt Eklund : Nisse Grankvist
- Eva Stiberg : Märta Grankvist
- Maria Johansson : Maria ”Tjorven” Grankvist
- Siegfried Fischer : gubben Söderman
- Kristina Jämtmark : Stina
- Manne Grünberger : fiskaren Vesterman
- Hans Alfredson : Ruskprick
- Tage Danielsson : Knorrhane